# Vangsnes
Vangsnes  is een dorp van de gemeente Vik in de provincie Vestland in Noorwegen.
In het dorp staat het 22 meter grote standbeeld Fridtjof den frøkne. Het stelt de hoofdpersoon van de Oudnoorse Frithjofssaga voor. Dit pompeuze beeldhouwwerk werd gemaakt door de Duitse beeldhouwer Max Unger en is in 1913 onthuld in het bijzijn van keizer Wilhelm II van Duitsland, die met zijn keizerlijk jacht 's zomers graag deze streek bezocht. Vanuit Vangsnes is er een veerverbinding over de Sognefjord naar Dragsvik.